# Villard-sur-Bienne
Villard-sur-Bienne è un comune francese di 202 abitanti situato nel dipartimento del Giura nella regione della Borgogna-Franca Contea.

## Società

### Evoluzione demografica
Abitanti censiti